# Борщенко Лідія Михайлівна
Лідія Михайлівна Борще́нко (нар. 7 лютого 1950, Ворошиловград) — український мистецтвознавець; член Національної спілки художників України з 2000 року. Заслужений працівник культури України з 1998 року.

## Біографія
Народилася 7 лютого 1950 року у місті Ворошиловграді (нині Луганськ, Україна). 1978 року закінчила факультет теорії та історії образотворчого мистецтва Київського художнього інституту. Навчалася у Юрія Белічка, Люмили Міляєвої, Людмили Сак.
Протягом 1980—1982 років викладала історію мистецтв у Ворошиловградському художньому училищі. З 1982 року — директор Ворошиловградського/Луганського обласного художнього музею. Жила у Луганську, в будинку на вулиці 16-тій лінії, № 3, квартира № 228.

## Наукова діяльність
Наукові дослідження стосуються історії художнього життя Луганщини XIX–XX століть. Уклала видання:
- «До історії Луганського обласного художнього музею» (1999);
- «Художнє литво на старому Луганському заводі: Тенденції і сучасність» (1999);
- «Ікони з церков Луганщини» (2000);
- «Образотворче мистецтво Луганщини» (випуск 1–2, 1999; 2001);
- «Ікони храму Успіння Пресвятої Богородиці у селі Городищі на Луганщині: Альбом» (2003).